# 希波克拉底冰川
希波克拉底冰川（英語：Hippocrates Glacier）是南極洲的冰川，位於帕默群島的布拉班特島東部，長6公里、寬4公里，最終注入布爾斯灣，以希臘的醫生希波克拉底命名，現時由南極條約體系管理。